# Copa de la Lliga Challenge escocesa
La Scottish Professional Football League Challenge Cup, també anomenada Scottish League Challenge Cup o Scottish Challenge Cup, i per patrocini SPFL Trust Trophy, és una competició de futbol creada l'any 1990 per celebrar el centenari de la Scottish Football League (la lliga de futbol d'Escòcia). La competició està oberta a tots els clubs de la Scottish League, és a dir, a aquells que no formen part de la primera divisió escocesa, la Scottish Premier League. Es disputa en format de copa i sol tenir lloc a inicis de temporada, cap a octubre o novembre.

## Historial
Font:
- 1990-91: Dundee FC
- 1991-92: Hamilton Academical FC
- 1992-93: Hamilton Academical FC
- 1993-94: Falkirk FC
- 1994-95: Airdrieonians FC (1878)
- 1995-96: Stenhousemuir FC
- 1996-97: Stranraer FC
- 1997-98: Falkirk FC
- 1998-99: Competició abandonada per falta d'esponsorització
- 1999-00: Alloa Athletic FC
- 2000-01: Airdrieonians FC (1878)
- 2001-02: Airdrieonians FC (1878)
- 2002-03: Queen of the South FC
- 2003-04: Inverness Caledonian Thistle FC
- 2004-05: Falkirk FC
- 2005-06: Saint Mirren FC
- 2006-07: Ross County FC
- 2007-08: Saint Johnstone FC
- 2008-09: Airdrie United FC
- 2009-10: Dundee FC
- 2010-11: Ross County FC
- 2011-12: Falkirk FC
- 2012-13: Queen of the South FC
- 2013-14: Raith Rovers FC
- 2014-15: Livingston FC
- 2015-16: Rangers FC
- 2016-17: Dundee United FC
- 2017-18: Inverness Caledonian Thistle
- 2018-19: Ross County FC
- 2019-20: Inverness CT i Raith Rovers FC[a][8]
- 2020-21: Campionat cancel·lat[9]
- 2021-22: Raith Rovers FC
- 2022-23: Hamilton Academical FC
- 2023-24: Airdrieonians FC

1. ↑  Final no disputada, títol compartit.